# Wimbledon Championships 1883

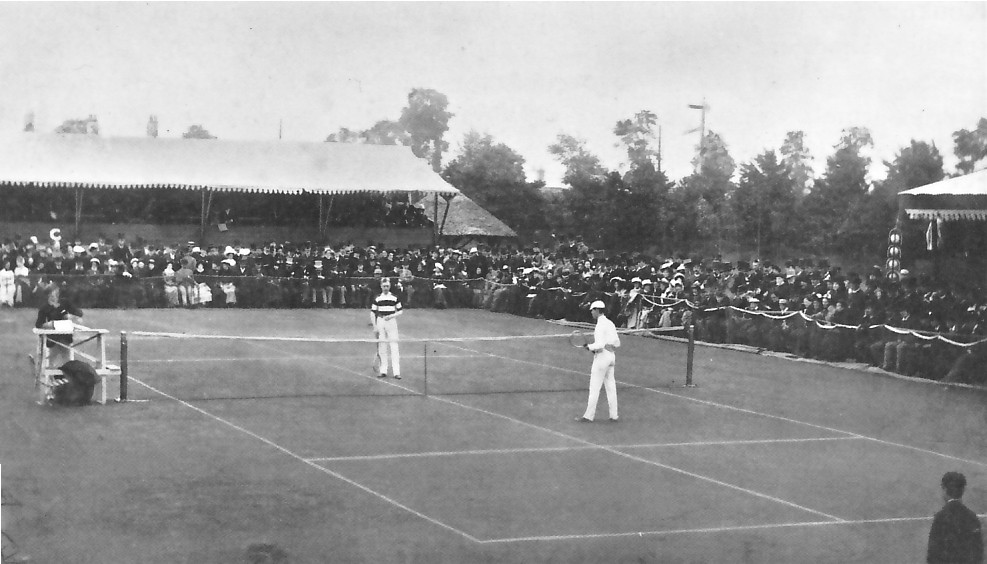
Finale zwischen William und Ernest Renshaw

Die siebte Auflage der Wimbledon Championships fand 1883 auf dem Areal des All England Lawn Tennis and Croquet Club an der Worple Road statt. Der Titelverteidiger William Renshaw konnte das Turnier zum dritten Mal in Folge gewinnen. Das Teilnehmerfeld umfasste neben dem Titelverteidiger 22 Spieler.

## Herreneinzel
Im All-Comers-Wettbewerb trafen bereits in der ersten Runde die – neben William Renshaw – stärksten Spieler, Ernest Renshaw und Herbert Lawford, aufeinander, eine Setzliste war zum damaligen Zeitpunkt noch unbekannt. Nachdem Lawford im entscheidenden fünften Satz bereits mit 5:0 geführt hatte, schlug Renshaw von unten mit angeschnittenen Bälle auf. Seine Aufschläge wurden von einem starken Wind zusätzlich verweht, so dass Lawford viele Bälle ins Aus schlug. Lawford konnte den Satz, und damit das Spiel, mit 6:5 gewinnen.
Im All-Comers-Finale besiegte Ernest Renshaw den Engländer Donald Charles Stewart in vier Sätzen. Die Challenge Round konnte in einer Wiederauflage des Vorjahres William gegen seinen Zwillingsbruder Ernest für sich entscheiden.